# The Undertaker (film musical)
Pour les articles homonymes, voir The Undertaker (homonymie).
Pour plus de détails, voir Fiche technique et Distribution.
The Undertaker est un film américain réalisé par Parris Patton, sorti en 1994 .
Le film propose une session de répétition à Paisley Park. Il est sorti presque en même temps que The Sacrifice of Victor. Ce devait être un petit film musical que Prince voulait réaliser avec Parris Patton . Le film comprenait Vanessa Marcil et Nona Gaye parmi les rôles principaux. Plusieurs scènes ont été filmées en juin et juillet 1993, mais le film n'a jamais été terminé. Une fois abandonné l'idée de film, Prince fit réaliser quelques CD audio contenant une partie de la musique de The Undertaker. Warner s'opposa à cette nouvelle sortie, et le CD fut également abandonné. À l'instar du Black Album, tous les exemplaires furent détruits. Prince a donc utilisé la séance de répétition du 14 juin 1993.

## Synopsis
La vidéo reprend uniquement les parties musicales du film initial entrecoupées de saynètes ou apparait Vanessa Marcil. Nona Gaye a complètement disparue du scénario.
Vanessa Marcil réussit à rentrer au sein des studios Paisley Park. Elle semble désemparée et demande à passer un coup de téléphone. Elle joint alors un mystérieux Victor mais manifestement la conversation tourne mal. Vanessa avale un tube de comprimés. elle déambule dans les couloirs et là entre dans la salle dans laquelle Prince, Sonny T et Michael B sont en train de répéter.
Set-list  :
- The Ride
- Poorgoo
- Honky Tonk Women
- Bambi
- Zannalee (Prelude)
- The Undertaker
- Dolphin

## Analyse
Cette répétition est une vraie leçon de guitare électrique... La session commence par "The Ride", un sublime morceau de 10 minutes avec un solo à couper le souffle ! Prince y multiplie les effets, dans son style le plus égocentrique. Le "New Power Trio" propose des nouveaux titres ("Poor Goo"), des reprises ("Honky Tonk Women") ou des classiques princiers ("Bambi"), avec toujours des versions à tomber par terre.
En visionnant cette vidéo, on reconnait le style particulier du réalisateur Parris Patton : caméra tenue à la main, plans plongeants, effets psychédéliques, fondu enchainé, couleurs saturées... et c'est un peu le point faible de tout cela : si le son est renversant, l'image donne mal à la tête... un très bon achat tout de même.

## Fiche technique
- Titre original : The Undertaker[5]
- Réalisation : Parris Patton
- Producteur exécutif :
- Directeur :
- Label : Warner Bros
- Sortie : décembre 1994 (uniquement aux États-Unis)[5]
- Musique et Composition : Prince & The New Power Generation
- Genre : Divertissement

## Musiciens
- Prince — Chant, Guitare et Piano
- Sonny Thompson — Chant, Guitare et Basse
- Michael Bland — Chant, Batterie et Percussions
- Vanessa Marcil en tant que guide